# أوسترغوتلاند
أوسترغوتلاند (بالسويدية: Östergötland) هو إقليم سويدي، يقع في السويد، بلغ عدد سكانه 450,123  نسمة وذلك حسب إحصائيات سنة 2016، تبلغ مساحته 9,987 كيلومتر مربع.

## الموقع
يشترك في الحدود مع:
- سمولاند.